# Teatro Experimental de Cascais
O Teatro Experimental de Cascais MHM (TEC) é um grupo de teatro português situado em Cascais e criado em 1965. Os seus diretores são o ator João Vasco e o encenador Carlos Avilez.

## História
Tendo iniciado a sua atividade em 1965, desenvolveu, ao longo da sua existência, uma atividade múltipla e variada. Interessado na procura e na experimentação, tem vindo a apresentar uma longa lista de autores, dos clássicos aos contemporâneos, estrangeiros e portugueses, que permitem um trabalho rico e diversificado.
No seu reportório incluem-se já autores como: Bernard-Marie Koltès,  Federico García Lorca, Yves Jamiaque, Jean Racine, John Osborne, Friedrich Schiller, Jack Gelber, Fernando Arrabal, Yukio Mishima, Witold Gombrowicz, Samuel Beckett, Jean Genet, Félix Lope de Vega, Bertolt Brecht, René Obaldia, Hugo von Hofmannsthal, Molière, Aristófanes, William Shakespeare, Georg Büchner, Roberto Cossa, Henrik Ibsen, J. B. Priestley, Philippe Minyana, Copi, Alexandre Dumas (Filho), Terence McNally, James Goldman, Ronald Harwood, Moïses Kaufman, Marie Jones, Tennessee Williams, Didier Kaminka e Alejandro Casona.
Entre os portugueses, contam-se: António José da Silva, Gil Vicente, Miguel Torga, Miguel Rovisco, Bernardo Santareno, Almeida Garrett, Luís de Camões, Alice Vieira, Jaime Rocha, Maria do Céu Ricardo, Norberto Ávila, Jaime Gralheiro, António Ribeiro (Chiado), Luiz Rizo, Luiz Francisco Rebello, Maria Alberta Menéres, Orlando Neves, Joaquim Paço d'Arcos, Gervásio Lobato, Carlos J. Pessoa, Jorge Guimarães, Mário Cláudio, Augusto Sobral, Miguel Graça e Natália Correia. Para o executar, o TEC, para além dos recursos humanos de que, por si próprio, dispõe, tem recorrido à colaboração de criadores e técnicos exteriores à Companhia.
Ao longo destes anos, pelos trabalhos da companhia passaram, entre outros, os encenadores Águeda Sena, Artur Ramos, Rogério Paulo, António Marques, Fernanda Lapa, Naum Alves de Sousa, Luiz Rizo e Jorge Listopad. Contaram também com a colaboração de artistas plásticos como Francisco Relógio, Almada Negreiros, Júlio Resende, Artur Bual, Espiga Pinto, João Vieira, Luís Pinto-Coelho, José Rodrigues, José Manuel Castanheira, Helena Reis, Fernando Alvarez e Graça Morais e compositores como Carlos Paredes, o Maestro António Victorino de Almeida, Carlos Zíngaro, Luís Pedro Fonseca, Afonso Malão e os Delfins, para além de inúmeros atores e atrizes que, em muito casos, iniciaram as suas carreiras no TEC. Em conjunto com a companhia residente, sobre a qual a maior parte do trabalho assenta, todos contribuíram para que, ao longo de cinquenta anos, o projeto inicial do TEC de criação de espetáculos de qualidade que trouxessem público ao teatro e contribuíssem para a vida cultural do concelho e, por consequência, do país, se tornasse uma realidade.
O trabalho do TEC foi múltiplas vezes reconhecido com a atribuição de prémios, quer à companhia, quer a atores individuais.
A vontade de o mostrar além fronteiras levou a que a companhia fosse convidada para participar nos seguintes festivais: XI Ciclo de Teatro Latino - Barcelona (Espanha), Festival Internacional de Denver (EUA), 5èmes Rencontres Internationales de Théâtre pour l'Enfance et la Jeunesse - Lyon (França), 7ª Festa Internazionale di Teatro per Ragazzi - Turim (Itália), Festival Internacional de Montevideo (Uruguai), Festival da Primavera - Budapeste (Hungria) e o 10º Festival de Teatro de Bayonne (França). Para além disto, fez ainda digressões a Espanha, França, Japão, Angola, Moçambique, Brasil, EUA, Itália, Uruguai e Hungria.
Para além do trabalho atrás referido, tem desenvolvido outras linhas de atividade, nomeadamente o projeto "O Aluno, o Professor, o Teatro e a Escola" que, em colaboração regular com a Câmara Municipal de Cascais, procura cativar os jovens para o teatro, formando assim um público para o futuro. O projeto desenvolveu-se em várias vertentes: ou escrevendo e montando textos escritos de propósito para este fim, ou aproveitando outros que, pelas suas características possam ser utilizadas com este fim, quer pela sua relação com os curricula escolares, quer pela temática que se pensa interessar à camada etária mais jovem. A ligação à Câmara Municipal de Cascais apresenta ainda outras colaborações entre as quais a criação em parceria, da Escola Profissional de Teatro de Cascais.
A existência da escola e a qualidade dos alunos por ela formados tem permitido à companhia fazer uma renovação permanente dos seus elementos, o que, em conjunto com o núcleo de atores e técnicos residentes, com a experiência que lhes permite apoiar os mais novos, tem vindo a resultar em espetáculos enriquecedores e com grande energia, muito do agrado do público que a companhia tem sabido conquistar e manter ao longo dos anos.
Consciente do seu papel de agente dinamizador da vida cultural do concelho, tem ainda por hábito disponibilizar o espaço do Teatro Municipal Mirita Casimiro para outras iniciativas, tais como conferências de apoio aos programas do ensino secundário que incluam teatro, exposições de fotografia e artes manuais, para além de o ceder a outras companhias.
Todas as atividades em que se encontra envolvido continuarão a desenvolver-se na linha criação/formação/divulgação, que tem pautado toda a sua atividade.
A 27 de março de 2018, foi feito Membro-Honorário da Ordem do Mérito.

## Espectáculos
| Ano       | Peça | Ante-estreia           | Estreia                                                                          | Local |
| --------- | --- | ---------------------- | -------------------------------------------------------------------------------- | --- |
| 1965      | Esopaida ou Vida de Esopo de António José da Silva (O Judeu)                                                   | 12 de novembro de 1965 | 13 de novembro de 1965                                                           | Teatro Gil Vicente – Cascais                                                                              |
| 1966      | A casa de Bernarda Alba de Federico García Lorca                                                               |                        | 20 de janeiro de 1966                                                            | Teatro Gil Vicente – Cascais                                                                              |
| 1966      | A pastorinha e o comboio de Ricardo Alberty                                                                    |                        | 20 de fevereiro de 1966                                                          | Teatro Gil Vicente – Cascais                                                                              |
| 1966      | O feiticeiro que tinha flores no nariz de Eduardo Rios                                                         |                        | 20 de fevereiro de 1966                                                          | Teatro Gil Vicente – Cascais                                                                              |
| 1966      | O mar de Miguel Torga                                                                                          |                        | 5 de maio de 1966                                                                | Teatro Gil Vicente – Cascais                                                                              |
| 1966      | Auto de Mofina Mendes de Gil Vicente                                                                           |                        | 8 de junho de 1966                                                               | Teatro Gil Vicente – Cascais                                                                              |
| 1966      | Pranto de Maria Parda de Gil Vicente                                                                           |                        | 8 de junho de 1966                                                               | Teatro Gil Vicente – Cascais                                                                              |
| 1966      | A maluquinha de Arroios de André Brun                                                                          |                        | 4 de novembro de 1966                                                            | Teatro Gil Vicente – Cascais                                                                              |
| 1967      | D. Quixote de Yves Jamiaque                                                                                    |                        | 18 de maio de 1967                                                               | Teatro Gil Vicente – Cascais                                                                              |
| 1967      | Fedra de Racine                                                                                                |                        | 8 de setembro de 1967                                                            | Cine-Teatro Carlos Manuel – Sintra                                                                        |
| 1968      | O comissário de polícia de Gervásio Lobato                                                                     |                        | 26 de fevereiro de 1968                                                          | Teatro Gil Vicente – Cascais                                                                              |
| 1968      | O tempo e a ira de John Osborne                                                                                |                        | 31 de maio de 1968                                                               | Teatro Gil Vicente – Cascais                                                                              |
| 1968      | As bodas de sangue de Federico García Lorca                                                                    |                        | 10 de setembro de 1968                                                           | Teatro Carlos Manuel - Sintra                                                                             |
| 1969      | Maria Stuart de Frederik Schiller                                                                              |                        | 7 de março de 1969                                                               | Teatro Gil Vicente - Cascais                                                                              |
| 1969      | A maçã de Jack Gelber                                                                                          |                        | 25 de julho de 1969                                                              | Teatro Gil Vicente - Cascais                                                                              |
| 1969      | Oração de Fernando Arrabal                                                                                     |                        | 22 de outubro de 1969                                                            | Teatro Gil Vicente - Cascais                                                                              |
| 1969      | Os dois verdugos de Fernando Arrabal                                                                           |                        | 22 de outubro de 1969                                                            | Teatro Gil Vicente - Cascais                                                                              |
| 1970      | Antepassados vendem-se de Joaquim Paço de Arcos                                                                |                        | 16 de janeiro de 1970                                                            | Teatro Gil Vicente - Cascais                                                                              |
| 1970      | Um chapéu de palha de Itália Labiche                                                                           |                        | 7 de maio de 1970                                                                | Teatro Gil Vicente - Cascais                                                                              |
| 1970      | Auto da Índia de Gil Vicente                                                                                   |                        | 22 e 24 de agosto de 1970                                                        | Expo’70 - Osaka, Japão                                                                                    |
| 1970      | Auto da barca do inferno de Gil Vicente                                                                        |                        | 22 e 24 de agosto de 1970                                                        | Expo’70 - Osaka, Japão                                                                                    |
| 1970      | Sotoba Komachi de Yukio Mishima                                                                                |                        | 1 de dezembro de 1970                                                            | Teatro Gil Vicente – Cascais                                                                              |
| 1970      | Breve sumário da história de Deus de Gil Vicente                                                               |                        | 1 de dezembro de 1970                                                            | Teatro Gil Vicente – Cascais                                                                              |
| 1971      | Ivone, Princesa de Borgonha de Witold Gombrowicz                                                               |                        | 19 de junho de 1971                                                              | Teatro Gil Vicente – Cascais                                                                              |
| 1971      | Sinfonieta de Jean Tardieu                                                                                     |                        | 2 de dezembro de 1971                                                            | Teatro Gil Vicente – Cascais                                                                              |
| 1971      | Sinfonia dos salmos de Igor Stravinsky                                                                         |                        | 2 de dezembro de 1971                                                            | Teatro Gil Vicente – Cascais                                                                              |
| 1971      | Acto sem Palavras de Samuel Beckett                                                                            |                        | 2 de dezembro de 1971                                                            | Teatro Gil Vicente – Cascais                                                                              |
| 1972      | Auto de El-Rei Seleuco de Luís de Camões                                                                       |                        | 6 de setembro de 1972                                                            | Teatro Gil Vicente – Cascais                                                                              |
| 1972      | Anfitriões de Luís de Camões                                                                                   |                        | 6 de setembro de 1972                                                            | Teatro Gil Vicente – Cascais                                                                              |
| 1972      | As criadas de Jean Genet                                                                                       |                        | 4 de novembro de 1972                                                            | Teatro Gil Vicente – Cascais                                                                              |
| 1973      | Fuenteovejuna de Lope de Vega                                                                                  |                        | 24 de abril de 1973                                                              | Teatro Español - Barcelona                                                                                |
| 1973/1974 | Digressão a Angola e Moçambique com 13 produções em cartaz durante 9 meses                                     |                        | julho de 1973 a abril de 1974                                                    | |
| 1975      | Cerimonial para um combate de Claude Prin                                                                      |                        | 18 de janeiro de 1975                                                            | Teatro Municipal S. Luiz - Lisboa                                                                         |
| 1975      | A ópera dos três vinténs de Bertolt Brecht                                                                     |                        | 26 de maio de 1976                                                               | Teatro Gil Vicente – Cascais                                                                              |
| 1976      | Despedimento sem justa causa de Julio Mauricio                                                                 |                        | 17 de setembro de 1976                                                           | Sala de Convívio dos Ferroviários - Barreiro                                                              |
| 1977      | O vento nas ramas do sassafraz de René Obaldia                                                                 |                        | 2 de setembro de 1977                                                            | Teatro Gil Vicente – Cascais Pavilhão dos Congressos - Estoril                                            |
| 1978      | Os brinquedos do Tozé fizeram banzé de Orlando Neves                                                           |                        | 29 de dezembro de 1978                                                           | Cinema Europa - Lisboa Pavilhão dos Congressos - Estoril                                                  |
| 1979      | A mãe de Stanislas Witkiewicz                                                                                  |                        | 21 de julho de 1979                                                              | Cine-Fórum do Funchal - Funchal Pavilhão dos Congressos - Estoril                                         |
| 1980      | As perfídias do xadrez de João Cordovil e Álvaro Faria                                                         |                        | 27 de setembro de 1980                                                           | Cine-Fórum do Funchal - Pavilhão da Escola Salesiana - Estoril                                            |
| 1980      | O que é que aconteceu na terra dos Procópios de Maria Alberta Menéres                                          |                        | 13 de dezembro de 1980, Reposição: 10 de março de 1981                           | Teatro Aberto - Lisboa, Casino Estoril - Estoril (reposição)                                              |
| 1981      | …Onde Vaz, Luís? de Jaime Gralheiro                                                                            |                        | 16 de outubro de 1981                                                            | Teatro do Picadeiro – Monte Estoril                                                                       |
| 1982      | Portugal, Anos 40 de Luiz Francisco Rebello                                                                    |                        | 16 de abril de 1982                                                              | Fundação Calouste Gulbenkian – Lisboa                                                                     |
| 1983      | Trio de Kado Kostzer                                                                                           |                        | 18 de fevereiro de 1983                                                          | Espaço T.E.C. - Cascais                                                                                   |
| 1983      | Jedermann – Auto de moralidade da morte do homem rico de Hugo Von Hofmannstal                                  |                        | 27 de setembro de 1983                                                           | Ruínas do Convento do Carmo - Lisboa                                                                      |
| 1984      | Chorar para rir de Marcel Sabourin                                                                             |                        | 29 de janeiro de 1984                                                            | Espaço T.E.C. - Cascais                                                                                   |
| 1984      | A aurora da minha vida de Naum Alves de Sousa                                                                  |                        | 9 de agosto de 1984                                                              | Espaço T.E.C. - Cascais                                                                                   |
| 1985      | Dr. João das Regras de Luiz Rizo                                                                               |                        | 9 de janeiro de 1985                                                             | Espaço T.E.C. - Cascais                                                                                   |
| 1985      | Arraia-miúda de Jaime Gralheiro                                                                                |                        | 10 de fevereiro de 1985                                                          | Espaço T.E.C. - Cascais                                                                                   |
| 1985      | Vinte minutos com um anjo de Alexander Vampilov                                                                |                        | 18 de agosto de 1985                                                             | Espaço T.E.C. - Cascais                                                                                   |
| 1985      | O corrigidor de Alexander Vampilov                                                                             |                        | 18 de agosto de 1985                                                             | Espaço T.E.C. - Cascais                                                                                   |
| 1985      | Virginia de Edna O’Brien                                                                                       |                        | 18 de outubro de 1985                                                            | Teatro Nacional D. Maria II – Lisboa                                                                      |
| 1986      | No Natal a gente vem-te buscar de Naum Alves de Sousa                                                          |                        | 24 de janeiro de 1986                                                            | Espaço T.E.C. - Cascais                                                                                   |
| 1986      | Farsa das ciganas de Gil Vicente                                                                               |                        | 12 de abril de 1986                                                              | Espaço T.E.C. - Cascais                                                                                   |
| 1986      | Farsa de Inês Pereira de Gil Vicente                                                                           |                        | 12 de abril de 1986                                                              | Espaço T.E.C. - Cascais                                                                                   |
| 1986      | Galileu Galilei de Bertolt Brecht                                                                              |                        | 18 de setembro de 1986                                                           | Teatro Municipal Mirita Casimiro (antes Teatro do Picadeiro) – Monte Estoril                              |
| 1987      | Tartufo de Moliére                                                                                             |                        | 16 de maio de 1987                                                               | Teatro Municipal Mirita Casimiro                                                                          |
| 1987      | O balcão de Jean Genet                                                                                         |                        | 4 de dezembro de 1987                                                            | Teatro Municipal Mirita Casimiro                                                                          |
| 1987      | Bartolomeu e Diogo Dias de Luiz Rizo                                                                           |                        | 18 de abril de 1988                                                              | Escola Primária de Talaíde – S. Domingos de Rana                                                          |
| 1988      | Opereta de Witold Gombrowicz                                                                                   |                        | 23 de julho de 1988                                                              | Teatro Municipal Mirita Casimiro – Monte Estoril                                                          |
| 1988      | D. João no jardim das delícias de Norberto Ávila                                                               |                        | 7 de outubro de 1988                                                             | Teatro Municipal Mirita Casimiro – Monte Estoril                                                          |
| 1988      | Macbeth de William Shakespeare                                                                                 |                        | 26 de outubro de 1988                                                            | Budokan - Cascais                                                                                         |
| 1989      | Lisístrata de Aristófanes                                                                                      |                        | 5 de maio de 1989                                                                | Teatro Municipal Mirita Casimiro - Monte Estoril                                                          |
| 1989      | D. Luiz, o Homem e a Obra de Luiz Rizo                                                                         |                        | 19 de outubro de 1989                                                            | Museu Condes de Castro Guimarães - Cascais                                                                |
| 1989      | A morte de Danton de Georg Büchner                                                                             |                        | 27 de outubro de 1989                                                            | Teatro Municipal Mirita Casimiro - Monte Estoril                                                          |
| 1989      | Auto das Regateiras de António Ribeiro Chiado                                                                  |                        | 29 de outubro de 1989                                                            | Pátio da Misericórdia – Cascais                                                                           |
| 1990      | Rei Lear de William Shakespeare                                                                                |                        | 20 de julho de 1990                                                              | Teatro Municipal Mirita Casimiro – Monte Estoril                                                          |
| 1991      | A lua desconhecida de Miguel Rovisco                                                                           |                        | 23 de fevereiro de 1991                                                          | Teatro Municipal Mirita Casimiro – Monte Estoril                                                          |
| 1991      | Leandro, Rei de Helíria de Alice Vieira                                                                        |                        | 24 de fevereiro de 1991                                                          | Teatro Municipal Mirita Casimiro – Monte Estoril                                                          |
| 1991      | O pecado de João Agonia de Bernardo Santareno                                                                  |                        | 26 de abril de 1991                                                              | Teatro Municipal Mirita Casimiro – Monte Estoril                                                          |
| 1991      | La nonna de Roberto Cossa                                                                                      |                        | 21 de dezembro de 1991, reposição: 10 de janeiro de 1992                         | Teatro Lethes – Faro, Teatro Municipal Mirita Casimiro – Monte Estoril (reposição)                        |
| 1992      | Espectros de Henrik Ibsen                                                                                      |                        | 22 de julho de 1992                                                              | Teatro Municipal Mirita Casimiro – Monte Estoril                                                          |
| 1992      | Harold e Maude (Ensina-me a viver) de Collin Higins                                                            |                        | 26 de novembro de 1992                                                           | Teatro Municipal Mirita Casimiro – Monte Estoril                                                          |
| 1993      | Alta vigilância de Jean Genet                                                                                  |                        | 6 de abril de 1993                                                               | Teatro Municipal Mirita Casimiro – Monte Estoril                                                          |
| 1993      | Os biombos de Jean Genet                                                                                       |                        | 13 de agosto de 1993                                                             | Teatro Municipal Mirita Casimiro – Monte Estoril                                                          |
| 1994      | Breve sumário da história de Deus (2ª versão) de Gil Vicente                                                   |                        | 1 de março de 1994                                                               | Teatro Municipal Mirita Casimiro – Monte Estoril                                                          |
| 1994      | O diário de Anne Frank de Frances Goodrich e Albert Hackett                                                    |                        | 24 de junho de 1994                                                              | Teatro Municipal Mirita Casimiro – Monte Estoril                                                          |
| 1995      | Está lá fora um inspector de J.B. Priestley                                                                    |                        | 24 de junho de 1994                                                              | Teatro Municipal Mirita Casimiro – Monte Estoril                                                          |
| 1994      | A torre do olhar de D. João II de Luiz Rizo                                                                    |                        | 17 de dezembro de 1994                                                           | Fortaleza Nossa Senhora da Luz - Cascais                                                                  |
| 1995      | Inventários de Philipe Minyana                                                                                 |                        | 14 de setembro de 1995                                                           | Teatro Municipal Mirita Casimiro – Monte Estoril                                                          |
| 1996      | Portugal, Anos 40 (2ª Versão) de Luiz Francisco Rebello                                                        |                        | 16 de fevereiro de 1996                                                          | Teatro Municipal Mirita Casimiro – Monte Estoril                                                          |
| 1996      | O dia de uma sonhadora de Copi                                                                                 |                        | 18 de setembro de 1996                                                           | Teatro Municipal Mirita Casimiro – Monte Estoril                                                          |
| 1997      | A dama das camélias de Alexandre Dumas, Filho                                                                  |                        | 15 de abril de 1997                                                              | Teatro Auditório do Casino Estoril – Estoril                                                              |
| 1997      | D. Quixote de Yves Jamiaque                                                                                    |                        |                                                                                  | Estreia(reposição): Teatro Nacional S. João - Porto; Estreia (reposição):Teatro Municipal Mirita Casimiro |
| 1997      | Lisbon Traviatta de Terrence MacNally                                                                          |                        | 28 de novembro de 1997                                                           | Teatro Municipal Mirita Casimiro – Monte Estoril                                                          |
| 1998      | Auto da Índia de Gil Vicente                                                                                   |                        |                                                                                  | Casino Estoril- Estoril                                                                                   |
| 1998      | Auto da barca do inferno de Gil Vicente                                                                        |                        |                                                                                  | Casino Estoril- Estoril                                                                                   |
| 1998      | O leão no Inverno de James Goldman                                                                             |                        | 3 de junho de 1998                                                               | Teatro Municipal Mirita Casimiro – Monte Estoril                                                          |
| 1998      | Os porquinhos da Índia de Yves Jamiaque                                                                        |                        | 27 de novembro de 1998                                                           | Teatro Municipal Mirita Casimiro – Monte Estoril                                                          |
| 1999      | Gama de encontros e desencontros de Luiz Rizo                                                                  |                        | 27 de fevereiro de 1999                                                          | Teatro Municipal Mirita Casimiro – Monte Estoril                                                          |
| 1999      | Lorca, Federico de Maria do Céu Ricardo                                                                        |                        | 1 de abril de 1999                                                               | Teatro Municipal Mirita Casimiro – Monte Estoril                                                          |
| 1999      | Desobediência de Luiz Francisco Rebello                                                                        |                        | 4 de junho de 1999                                                               | Antigo Tribunal de Cascais – Cascais                                                                      |
| 1999      | Os negros de Jean Genet                                                                                        |                        | 26 de bovembro de 1999                                                           | Teatro Municipal Mirita Casimiro – Monte Estoril                                                          |
| 2000      | A história de Tobias de Miguel Rovisco                                                                         |                        | 27 de março de 2000                                                              | Teatro Municipal Mirita Casimiro – Monte Estoril                                                          |
| 2000      | Terra firme de Miguel Torga                                                                                    |                        | 22 de julho de 2000                                                              | Centro de Dia da Terceira Idade - S. Martinho de Anta                                                     |
| 2001      | Casa de pássaros de Jaime Rocha                                                                                |                        | 9 de março de 2001                                                               | Teatro Municipal Mirita Casimiro – Monte Estoril                                                          |
| 2001      | Taking sides de Ronald Harwood                                                                                 |                        | 1 de junho de 2001                                                               | Teatro Municipal Mirita Casimiro – Monte Estoril                                                          |
| 2001      | Tríptico T.E.C. de Carlos J. Pessoa                                                                            |                        | 13 de novembro de 2001                                                           | Teatro Municipal Mirita Casimiro – Monte Estoril                                                          |
| 2002      | Gil Vicente em Maio de Gil Vicente (reposição) - O monólogo do Vaqueiro, Pranto de Maria Parda e Auto da Índia |                        | 23 de março de 2002, Reposição: 2 de maio de 2002                                | Instituto Português da Juventude – Lisboa, Teatro Municipal Mirita Casimiro (reposição)                   |
| 2001      | Indecência flagrante (Os três processos de Oscar Wilde) de Moïses Kaufmann                                     |                        | 9 de maio de 2002                                                                | Teatro Municipal Mirita Casimiro – Monte Estoril                                                          |
| 2001      | Mariana Alcoforado de Jorge Guimarães                                                                          |                        | 18 de outubro de 2002                                                            | Teatro Municipal Mirita Casimiro – Monte Estoril                                                          |
| 2003      | Casamento de Witold Gombrowicz                                                                                 |                        | 27 de março de 2003                                                              | Teatro Municipal Mirita Casimiro – Monte Estoril                                                          |
| 2003      | Pedras nos bolsos de Marie Jones                                                                               |                        | 25 de julho de 2003                                                              | Teatro Municipal Mirita Casimiro – Monte Estoril                                                          |
| 2003      | Noite de anões de José Jorge Letria                                                                            |                        | 30 de dezembro de 2003                                                           | Hotel Estoril Sol - Cascais                                                                               |
| 2003      | Com a pistola de Antero de José Jorge Letria                                                                   |                        | 30 de dezembro de 2003                                                           | Hotel Estoril Sol - Cascais                                                                               |
| 2004      | Doce pássaro da juventude de Tennessee Williams                                                                |                        | 16 de abril de 2004                                                              | Teatro Municipal Mirita Casimiro – Monte Estoril                                                          |
| 2004      | Solidão de um guarda-redes de Didier Kaminka                                                                   |                        | 25 de julho de 2004                                                              | Teatro Municipal Mirita Casimiro – Monte Estoril                                                          |
| 2004      | O percevejo de Maiakovski                                                                                      |                        | 26 de julho de 2004                                                              | Teatro Municipal Mirita Casimiro – Monte Estoril                                                          |
| 2005      | Auto do solstício do Inverno de Natália Correia                                                                |                        | 18 de março de 2005                                                              | Teatro Municipal Mirita Casimiro – Monte Estoril                                                          |
| 2005      | O Rouxinol (co-produção) de José Caldas                                                                        |                        | 22 de maio de 2005                                                               | Teatro Municipal Mirita Casimiro – Monte Estoril                                                          |
| 2005      | Sonho de uma noite de Verão de William Shakespeare                                                             |                        | 22 de julho de 2005                                                              | Teatro Municipal Mirita Casimiro – Monte Estoril                                                          |
| 2005      | O vento nas ramas do sassafraz de René Obaldia                                                                 |                        | 26 de novembro de 2005                                                           | Teatro Municipal Mirita Casimiro – Monte Estoril                                                          |
| 2006      | Inês de Portugal de Alejandro Casona                                                                           |                        | 28 de abril de 2006                                                              | Teatro Municipal Mirita Casimiro – Monte Estoril                                                          |
| 2006      | Alice de Eve Gallienne e Florida Fribus                                                                        |                        | 20 de julho de 2006                                                              | Teatro Municipal Mirita Casimiro – Monte Estoril                                                          |
| 2006      | Queiroz, o mistério da estrada da vida de Jorge Guimarães                                                      |                        | 17 de dezembro de 2006                                                           | Teatro Municipal Mirita Casimiro – Monte Estoril                                                          |
| 2007      | Medeia de Mário Cláudio                                                                                        |                        | 2 de março de 2007                                                               | Teatro Municipal Mirita Casimiro – Monte Estoril                                                          |
| 2007      | A rainha do chá de José Jorge Letria                                                                           |                        | 19 de maio de 2007                                                               | Museu Condes de Castro Guimarães - Cascais                                                                |
| 2007      | A visão de Amy de David Hare                                                                                   |                        | 30 de maio de 2007                                                               | Museu Condes de Castro Guimarães - Cascais                                                                |
| 2007      | A cozinha de Arnold Wesker                                                                                     |                        | 31 de julho de 2007                                                              | Teatro Municipal Mirita Casimiro – Monte Estoril                                                          |
| 2007      | Inexistência - é uma comédia de Augusto Sobral                                                                 |                        | 27 de outubro de 2007                                                            | Teatro Municipal Mirita Casimiro – Monte Estoril                                                          |
| 2008      | A boba de Maria Estela Guedes                                                                                  |                        | 12 de março a 20 de abril de 2008                                                | Teatro Municipal Mirita Casimiro – Monte Estoril                                                          |
| 2008      | João Bosco – rebelde sonhador de Maria do Céu Ricardo                                                          |                        | 20 de maio a 22 de junho de 2008                                                 | Teatro Municipal Mirita Casimiro – Monte Estoril                                                          |
| 2008      | O inferno de Bernardo Santareno                                                                                |                        | 17 a 31 de julho de 2008                                                         | Teatro Municipal Mirita Casimiro – Monte Estoril                                                          |
| 2008      | Aquário na gaiola de Júlia Nery                                                                                |                        | 21 de Outubro a 13 de novembro de 2008                                           | Teatro Municipal Mirita Casimiro – Monte Estoril                                                          |
| 2009      | D. Carlos de Teixeira de Pascoaes                                                                              |                        | 20 de abril a 17 de maio de 2009                                                 | Parque Marina Terra – Marina de Cascais                                                                   |
| 2009      | Muito barulho por nada de William Shakespeare                                                                  |                        | 25 Julho a 12 de agosto de 2009                                                  | Auditório Fernando Lopes Graça – Parque Palmela                                                           |
| 2009      | Rosencrantz e Guildenstern estão mortos de Tom Stoppard                                                        |                        | 5 a 20 de dezembro de 2009                                                       | Auditório Fernando Lopes Graça – Parque Palmela                                                           |
| 2010      | Deserto, deserto de Jean-Pierre Renault                                                                        |                        | 23 de abril a 30 de maio de 2010                                                 | Teatro Municipal Mirita Casimiro – Monte Estoril                                                          |
| 2010      | A nossa cidade de Thornton Wilder                                                                              |                        | 16 de julho a 1 de agosto de 2010                                                | Teatro Municipal Mirita Casimiro – Monte Estoril                                                          |
| 2010      | Exilado a Sul de José Jorge Letria                                                                             |                        | 13 de outubro a 7 de novembro de 2010                                            | Museu Condes de Castro Guimarães - Cascais                                                                |
| 2011      | O comboio da madrugada de Tennessee Williams                                                                   |                        | 18 de fevereiro a 29 de maio de 2011, Estreia; 1 a 18 de setembro de 2011, Porto | Teatro Municipal Mirita Casimiro – Monte Estoril; Rivoli Teatro Municipal – Porto                         |
| 2011      | Bruxas de Salem de Arthur Miller                                                                               |                        | 21 de julho a 7 de agosto de 2011                                                | Teatro Municipal Mirita Casimiro – Monte Estoril                                                          |
| 2011      | Roberto Zucco de Bernard Marie Koltés                                                                          |                        | 29 de novembro a 18 de dezembro de 2011 e 4 a 9 de janeiro de 2012               | Teatro Municipal Mirita Casimiro – Monte Estoril                                                          |
| 2012      | Arsénico e rendas velhas de Joseph Kesselring                                                                  |                        | 23 de abril a 17 de junho de 2012                                                | Teatro Municipal Mirita Casimiro – Monte Estoril                                                          |
| 2012      | Woyzeck de Georg Büchner                                                                                       |                        | 20 de julho a 12 de agosto de 2012                                               | Teatro Municipal Mirita Casimiro – Monte Estoril                                                          |
| 2012      | O paraíso de Miguel Torga                                                                                      |                        | 6 a 30 de dezembro de 2012                                                       | Teatro Municipal Mirita Casimiro – Monte Estoril                                                          |
| 2013      | Viagem à roda da Parvónia de Guerra Junqueiro e Guilherme de Azevedo                                           |                        | 13 de abril a 26 de maio de 2013                                                 | Teatro Municipal Mirita Casimiro – Monte Estoril                                                          |
| 2013      | Marat-Sade de Peter Weiss                                                                                      |                        | 24 de julho a 13 de agosto de 2013                                               | Teatro Municipal Mirita Casimiro – Monte Estoril                                                          |
| 2013      | Falar verdade a mentir de Almeida Garrett                                                                      |                        | 7 de novembro a 4 de dezembro de 2013, 21 Janeiro a 20 Fevereiro de 2014         | Teatro Municipal Mirita Casimiro – Monte Estoril                                                          |
| 2013      | Os saltimbancos de Chico Buarque                                                                               |                        | 13 de novembro a 29 de dezembro de 2013                                          | Teatro Municipal Mirita Casimiro – Monte Estoril                                                          |
| 2014      | ICTUS de Miguel Graça                                                                                          |                        | 27 de março a 27 de abril de 2014                                                | Teatro Municipal Mirita Casimiro – Monte Estoril                                                          |
| 2014      | Divinas palavras de Ramón del Valle-Inclán                                                                     |                        | 1 de julho a 30 de julho de 2013                                                 | Teatro Municipal Mirita Casimiro – Monte Estoril                                                          |
| 2014      | Auto da barca do Inferno e Auto da Índia de Gil Vicente                                                        |                        | 13 de novembro a 27 de dezembro de 2014                                          | Teatro Municipal Mirita Casimiro – Monte Estoril                                                          |
| 2014      | Atirem-se ao ar! de António Torrado e Miguel Graça                                                             |                        | 26 de dezembro de 2014 a 18 de janeiro de 2015                                   | Teatro Municipal Mirita Casimiro – Monte Estoril                                                          |
| 2015      | Torga a partir de textos de Miguel Torga                                                                       |                        | 9 de abril de 2014 a 30 de maio 2015                                             | Teatro Municipal Mirita Casimiro – Monte Estoril                                                          |
| 2015      | Peer Gynt de Henrik Ibsen                                                                                      |                        | 10 de julho a 9 de agosto 2015                                                   | Teatro Municipal Mirita Casimiro – Monte Estoril                                                          |
| 2015      | Macbeth de William Shakespeare                                                                                 |                        | 13 de novembro a 27 de dezembro 2015                                             | Teatro Municipal Mirita Casimiro – Monte Estoril                                                          |
| 2016      | Guernica de Fernando Arrabal                                                                                   |                        | 20 de abril a 22 de maio 2016                                                    | Teatro Municipal Mirita Casimiro – Monte Estoril                                                          |
| 2016      | A Tempestade de William Shakespeare                                                                            |                        | 1 de julho a 4 de agosto 2016                                                    | Teatro Municipal Mirita Casimiro – Monte Estoril                                                          |
| 2016      | As diabruras de Renhaunhau de Renato Pino (a partir do conto de A. Victor Machado,Filho)                       |                        | 29 de outubro a 24 de dezembro 2016                                              | Teatro Municipal Mirita Casimiro – Monte Estoril                                                          |
| 2016      | Cais Oeste de Bernard-Marie Koltès                                                                             |                        | 30 de novembro de 2016 a 8 de janeiro de 2017                                    | Teatro Municipal Mirita Casimiro – Monte Estoril                                                          |
| 2017      | Splendid's de Jean Genet                                                                                       |                        | 27 de Março de 2017 a 14 Maio de 2017                                            | Teatro Municipal Mirita Casimiro – Monte Estoril                                                          |
| 2017      | Os Irmãos Karamazov de Fiódor Dostoiévski                                                                      |                        | 3 de Julho a 3 de Agosto de 2017                                                 | Teatro Municipal Mirita Casimiro – Monte Estoril                                                          |
| 2017      | Peter Pan de J. M. Barrie                                                                                      |                        | 9 de Setembro de 2017                                                            | Praça Central do Centro Comercial Colombo - Lisboa                                                        |
| 2017      | Peter Pan de J. M. Barrie                                                                                      |                        | 13 de Novembro a 24 de Dezembro de 2017                                          | Teatro Municipal Mirita Casimiro – Monte Estoril                                                          |
| 2017      | Auto d'El Rei Seleuco de Luís de Camões                                                                        |                        | 28 e 29 de Setembro                                                              | Casa Sommer - Arquivo Municipal de Cascais - Cascais                                                      |
| 2018      | As You Like It - Como vos aprouver de William Shakespeare                                                      |                        | 27 de Março a 29 Abril de 2018                                                   | Teatro Municipal Mirita Casimiro – Monte Estoril                                                          |
| 2018      | Um rapaz chamado Rupert partiu-te o nariz com um pau? de Guilherme Pelote                                      |                        | 18 de Maio a 27 de Maio de 2018                                                  | Teatro Municipal Mirita Casimiro – Monte Estoril                                                          |
| 2018      | Cristo Recrucificado de Nikos Kazantzaki                                                                       |                        | 29 de Junho a 29 de Julho 2018                                                   | Teatro Municipal Mirita Casimiro – Monte Estoril                                                          |
| 2018      | O Marinheiro de Fernando Pessoa                                                                                |                        | 27 a 30 de Setembro 2018                                                         | Casa Museu Condes de Castro Guimarães - Cascais                                                           |
| 2018      | Peter e Alice de John Logan                                                                                    | 12 de Novembro 2018    | 13 de Novembro a 23 de Dezembro 2018                                             | Teatro Municipal Mirita Casimiro – Monte Estoril                                                          |
| 2019      | Ninguém é Garrett, de José Jorge Letria                                                                        |                        | 14 de fvereiro a 17 de Março 2019                                                | Casa Museu Condes de Castro Gumarães - Cascais                                                            |
| 2019      | O beijo de Judas, de David Hare                                                                                |                        | 27 de Março a 5 de Maio 2019                                                     | Teatro Municipal Mirita Casimiro - Monte Estoril                                                          |
| 2019      | Sobreviventes, de Tito Lívio                                                                                   |                        | 29 de Maio a 9 de Junho 2019                                                     | Divisão Policial de Cascais - Cascais                                                                     |
| 2019      | O sonho, de August Strindberg                                                                                  |                        | 5 a 31 de Julho 2019                                                             | Teatro Municipal Mirita Casimiro - Monte Estoril                                                          |
| 2019      | Quando Jesus voltou à Terra, de Armando Martins                                                                |                        | 27 e 28 de Setembro 2019                                                         | Casa Sommer - Arquivo Municipal de Cascais - Cascais                                                      |
| 2019      | Lulu, de Frank Wedekind                                                                                        |                        | 13 de Novembro a 15 de Dezembro 2019                                             | Teatro Municipal Mirita Casimiro - Monte Estoril                                                          |
| 2020      | Bruscamente no Verão passado, de Tennessee Williams                                                            |                        | 3 a 5 Julho 2020                                                                 | Teatro Municipal Joaquim Benite - Almada                                                                  |
| 2020      | Bruscamente no Verão passado, de Tennessee Williams                                                            |                        | 10 de Julho a 2 de Agosto 2020                                                   | Teatro Municipal Mirita Casimiro - Monte Estoril                                                          |
| 2020      | Camino Real, de Tennessee Williams                                                                             |                        | 7 a 20 de Agosto 2020                                                            | Parque Marechal Carmona - Cascais                                                                         |